# Pierre van Hauwe

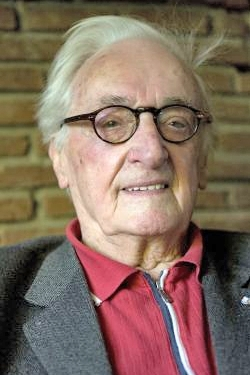
Pierre van Hauwe in 2007

Pierre Elvridus van Hauwe (Terneuzen, 12 januari 1920 - Delft, 25 juni 2009) was een Nederlandse musicus en muziekpedagoog van Zeeuws-Vlaamse afkomst. Vanaf 1946 woonde en werkte hij in Delft in het onderwijs en als r.-k. kerkmusicus in de inmiddels afgebroken Sint-Hippolytuskerk. Vanaf 1960 tot aan zijn pensionering in 1982 was hij directeur van de Stedelijke Muziekschool Delft.

## Delfts Madrigaalkoor
Vanaf het begin van de jaren vijftig maakte hij in heel Europa naam als dirigent van het door hem opgerichte Delfts Madrigaalkoor, dat bestond uit meisjes vanaf 12-jarige leeftijd tot ongeveer 20/25 jaar. Het koor repeteerde in die tijd dagelijks. Omstreeks 1965 is het koor opgeheven. Tot aan zijn dood kwamen de langst levende reünisten van dit koor nog maandelijks bijeen om met Pierre van Hauwe te zingen. Er werd nog onregelmatig opgetreden. In 2007 was de jongste reüniste bijna 60 jaar oud; de oudste ver in de 70. Pierre van Hauwe bewerkte als componist vele Nederlandse en buitenlandse volksliederen voor dit koor. Maar daarnaast was dit koor beroemd om zijn polyfonie, waaronder veel werk van Claudio Monteverdi.

## Delftse Volkszangdag
Voor veel Delftenaren is de naam van Pierre van Hauwe onlosmakelijk verbonden met de Delftse Volkszangdag zoals die onder auspiciën van het inmiddels opgeheven Comité Volkszangdag van 1923 tot en met 1970 werd georganiseerd. Pierre van Hauwe heeft de Volkszangdag geleid vanaf het begin van de jaren vijftig. Bekende voorganger van Pierre van Hauwe was meester Bak. Op de Volkszangdag zongen leerlingen van de hoogste klassen van alle lagere scholen in Delft een repertoire van volksliedjes. De meeste indruk maakten liedjes als "Hoog op de gele Wagen" en "Hoor de Muzikanten". Maar ook canons als "De uil zat in de Olmen" en "Gouden Zonne" klonken over de Delftse Markt. In de jaren na 1970 werden nog wel enkele pogingen gedaan de traditie van de jaarlijkse Volkszangdag te handhaven. In 1996 - Delft was dat jaar culturele hoofdstad van Zuid-Holland en vierde dat het 750 jaar Stadsrechten had - werd in diverse wijken het geijkte repertoire tijdens zomerse wijkfeesten weer eens gezongen. Op 25 augustus 2007 kwamen enkele duizenden (oud-)Delftenaren op de Markt bijeen om onder leiding van Pierre van Hauwe weer een echte Volkszangdag te zingen. Dit evenement werd op 23 augustus 2008 herhaald, maar wegens ziekte al niet meer onder zijn leiding.

## Orff Schulwerk
Pierre van Hauwe behoorde bij de grootste promotors van het Orff-Schulwerk. Het Orff-Schulwerk is ontwikkeld door de Duitse componist Carl Orff. Pierre van Hauwe bewerkte aanvankelijk de muzikale uitgangspunten van het Orff-Schulwerk in een viertal boeken "Muziek voor de Jeugd", uitgegeven vanaf 1961. In combinatie met de methode van de Hongaarse componist en pedagoog Zoltán Kodály ontwikkelde Pierre van Hauwe voor Nederland de muziekmethode "Spelen met Muziek". Deze methode werd op de Stedelijke Muziekschool integraal gebruikt voor het onderwijs in de algemene muzikale vorming (AMV) en bleek een uitstekende voorbereiding op het instrumentaal onderwijs dat hierna volgde.
Ook alle kleuter- en lagere scholen (en later de basisscholen) in Delft gebruikten tot ver in de jaren negentig deze methode. Vanuit de muziekschool begeleidden consulenten algemene muzikale vorming de leerkrachten op de scholen. In veel gemeenten in Nederland werd dit voorbeeld gevolgd. In de loop van de jaren zeventig werd deze methode in diverse talen vertaald en vond daardoor een groot aantal gebruikers in binnen- en buitenland. In de Duitse deelstaten Baden-Württemberg en Beieren wordt de methode "Spielen mit Musik" eveneens veel gebruikt, zowel op "Grundschulen" als op "Musikschulen". De methode verscheen behalve in het Duits ook in het Russisch, Litouws, Tsjechisch, Pools, Hebreeuws, Noors en Deens en in het Portugees voor gebruik in Portugal (ook het eiland Madeira) en Brazilië. Voor gebruik in Mexico en diverse landen in Zuid-Amerika verscheen een Spaanse vertaling.
Muziekschoolorkesten vanuit Delft maakten in de jaren zeventig en tachtig van de 20e eeuw grote reizen naar landen waar de muziekmethode "Spelen met Muziek" werd gebruikt. In 1978 werd met de trein gereisd naar Lublin (Polen) en Vilnius (Litouwen). In 1979 en 1980 met de bus naar Portugal en enkele jaren later met het vliegtuig naar Madeira en Israël. Vaak werd dagelijks opgetreden in scholen en kerken om te laten zien en horen wat met de pedagogische uitgangspunten van de methode "Spelen met Muziek" bereikt kon worden. Maar er werd ook opgetreden in grote concertzalen. Pedagogisch uitgangspunt in de orkesten was dat iedere muziekschoolleerling vanaf AMV-leeftijd tot jong volwassene op ieder niveau van muzikale ontwikkeling een plaats kon krijgen in een muziekschoolorkest. Pianoleerlingen vonden vaak hun weg op de Orffinstrumenten, strijkers en blazers kregen orkestpartijen op hun eigen niveau op de lessenaar. Een groot blokfluitkoor in 4- of 5-stemmige zetting was een vaste kern in deze orkesten, omdat alle muziekschoolleerlingen in de AMV elementair blokfluit hadden geleerd. Muziekscholen of muziekschoolorkesten in Inning am Ammersee (Beieren), Praag en Porto dragen de naam van Pierre van Hauwe.

## Pedagogisch werk
Kern van de methode Spelen met Muziek is een vierdelige handleiding voor de docent en een viertal werkboekjes voor de kinderen. Bij gebruik van de methode in muziekschoolverband, twee jaar twee uur per week klassikaal AMV en een derde jaar één uur per week AMV en de eerste kennismaking met instrumentaal onderwijs blijken kinderen na drie jaar alle vier boekjes te kunnen doorwerken. Bij gebruik in de basisschool vanaf groep twee of groep drie blijkt het vierde boekje in groep acht haalbaar. De liedkeus en de moeilijkere modi zijn daarbij afgestemd op deze leeftijd. Op de basisschool is daarbij samenwerking van een vakdocent of consulent met de groepsdocent van veel waarde. Kinderen kunnen vanuit de werkboekjes zingen, muziek lezen, notenschrift oefenen door schrijven en dictee, waarbij zowel op een ritmebalk als de vijflijnige notenbalk wordt gewerkt. De kinderen leren vanaf het begin relatiefzingen (solmisatie), uitgaande van de kleuterdeun so(l) mi, later gevolgd door de toon la. Deze drie tonen worden later aangevuld tot een (aanvankelijk pentatonisch) hexachord en weer later tot de volledige toonladder, waarbij ook in andere modi wordt gezongen. Naast de werkboekjes leren de kinderen vanaf het begin blokfluit spelen, eveneens uitgaand van de kleuterdeun, de tonen "g" en "e". Dit hield in dat de kinderen in de methode "Samen Blokfluit Spelen" vanaf de eerste dag tweehandig blokfluit leren spelen in tegenstelling tot veel andere methoden, waarbij de eerste tonen uitsluitend door de linkerhand worden gespeeld en de rechterhand pas in een later stadium wordt toegevoegd. Voor speelhouding en handstand van het blokfluit spelende kind blijkt het meteen tweehandig spelen een succes.
Uiteraard wordt het Orff instrumentarium zowel ritmisch als melodisch vanaf het begin in deze methode gebruikt bij het zingen, maar ook bij het blokfluit spelen.
Naast de methode Spelen met Muziek schreef Pierre van Hauwe boeken waarin hij ingaat op de bourdonleer, een harmonieleer, waardoor vooral bij gebruik van Orff-instrumenten, op een eenvoudige wijze via de pentatoniek, liederen of melodieën van een meerstemmige begeleiding kunnen worden voorzien.
Inmiddels zijn op basis van de methode belangrijke en eigentijdse variaties erop verschenen in Duitsland en Portugal.

## Na 1982
Nadat Pierre van Hauwe in 1982 vanwege zijn pensioen afscheid kon nemen als directeur van de Stedelijke Muziekschool Delft bleef hij actief in de promotie van zijn eigen muziekmethode en de bourdonharmonie. Tot kort voor zijn dood gaf hij in diverse landen cursussen voor leraren van basisscholen, muziekleraren en conservatoriumstudenten. Van zijn hand verschenen tientallen composities voor veelal schoolorkesten, die vooral in Portugal, Tsjechië en Duitsland nog veel worden uitgevoerd. Ook dirigeerde hij nog geregeld in Portugal een symphonieorkest. De laatste cursus waarbij hij aanwezig was en nog eenmaal een improvisatie verzorgde met een groep cursisten met Orffinstrumenten was in Inning aan de muziekschool die zijn naam draagt en waar in navolging met de Delftse traditie nog ieder jaar muziekleraren vele jaren een basiscursus Spelen met Muziek konden volgen.
De Stedelijke Muziekschool Delft is inmiddels onderdeel (afdeling muziek) van de Vrije Akademie, Centrum voor de Kunsten van de gemeente Delft.
Pierre van Hauwe is in 1946 gehuwd met Elisabeth Everaert, eveneens geboren in Terneuzen. Zij hadden zes kinderen. Een van hun zoons is de blokfluitist Walter van Hauwe.
Pierre werd in 1977 Ridder in de Orde van Oranje-Nassau en kreeg in 2001 de Duitse onderscheiding Bundesverdienstkreuz 1. Klasse. Hij kreeg verder onderscheidingen in Mexico, Polen en van de gemeente Delft; hij was ereburger van de gemeente Inning am Ammersee in Duitsland.
Pierre van Hauwe is overleden op 25 juni 2009 in zijn woonplaats Delft.
Op woensdag 1 juli 2009 is hij, na een afscheidsdienst in de Maria van Jessekerk aan de Burgwal, in besloten kring gecremeerd. Zijn weduwe overleed op 25 juli 2010.
In 2014 verscheen van de hand van de Delftse journaliste Trudy van der Wees het boek Bezeten van Muziek, het Universum van Pierre van Hauwe. Het boek beschrijft vooral het leven van Pierre in Delft en zijn nationale en internationale activiteiten en betekenis.
Het gemeentebestuur van Delft heeft op 22 april 2015 besloten dat het laatste stuk van de Martinus Nijhofflaan de naam krijgt Pierre van Hauwelaan. De Martinus Nijhofflaan loopt vanuit de wijk Voorhof, waar veel straatnamen zijn vernoemd naar Nederlandse auteurs, naar de componistenbuurt in de wijk Buitenhof. Dit laatste deel van deze laan die al in de componistenbuurt steekt, zal de naam van Pierre van Hauwe krijgen. Ook het verbindende viaduct over de provinciale weg is hernoemd in Pierre van Hauweviaduct.

## Composities
- Tshiribim; 5 liederen voor vrouwenkoor; z.j. Hilversum
- 8 volksliederen; z.j. Hilversum
- Er staat een boom; schoollied met Orff-instrumenten; z.j. Haarlem
- Oktober; schoollied met Orff-instrumenten; z.j. Haarlem
- Sardanas; schoolorkest; z.j. Amsterdam
- Bolero; z.j. 1964 Amsterdam
- Suite fantasia Mexicana; 1976 Amsterdam
- Cantica Vitae: declamatorium voor soli, koor, orkest teksten Nederlandse 17-de-eeuwse dichters; z.j. Amsterdam
- 4 volksliederen; koor en Orff-instrumenten; z.j. Amsterdam
- Zang en Spel 1 en 2; liederen en speelstukjes met Orff-instrumenten; z.j. Amsterdam
- Ten Folksongs/Zehn Volklieder; blokfluitensemble en Orff-instrumenten; z.j. Amsterdam
- 18 Volkslieder für Blockflöten und Orff-Instrumenten; z.j. Delft
- Slavische Suite; schoolorkest; z.j. Salzburg
- Caprice; altblokfluit en Orff-instrumenten; z.j. Amsterdam
- Europese Danssuite; schoolorkest; z.j. Amsterdam
- Das Weihnachtsevangelium; spreker, zanger en schoolorkest; z.j. Delft
- Bordun und Pentatonik in Farben; Orff-Instrumente im Vorschulalter; z.j. Delft
- Idem: Música às cores bordôes; Portugese uitgave; z.j. Delft
- Missa Festiva; dubbel gemengd koor en orgel
- Missa Christus Rex; driestemmig gemengd koor a capella
- Poorters van Delft; declamatorium voor soli, koor en orkest op teksten van Delftse dichters
- Magnificat; solil koor en orkest
- De gelukkige Leeuw; pantomimespel voor ballet/toneelgroep, spreker en orkest
- Homage de Delft; spreker en orkest
- Feestfanfare 1968; schoolorkest
- Intrada 1986; schoolorkest
- Tour du Monde; schoolorkest
- Europese Suite; schoolorkest
- Thema met variaties; schoolorkest
- Suite Madeira; schoolorkest
- Serenata Espana; schoolorkest
- Homenagem; schoolorkest
- Caprice Arabe; schoolorkest
- Hommage a El Djazïr; schoolorkest
- Cappricio a Tres; schoolorkest
- Suite Hemitonique; schoolorkest
- Shalom Israël; schoolorkest
- Homenagemdes Anos do Instituto Orff do Porto; schoolorkest
- Suite Latin Americano; schoolorkest
- Lieder für Kindergarten und Schule mit Orff-Instrumentarium; 4 delen
- Idem; Portugese liederen
- Israëlsongs with Orff-instrumentarium

Veel composities en muziekpedagogische werken van Pierre van Hauwe zijn uitgegeven door Theo Ettema.

## Genealogie
Pierre van Hauwe gaf gedurende zijn leven altijd aan dat hij van Vlaamse afkomst was. Hij was daar ook trots op. Enigszins begrijpelijk is dit wel. Pierre ging voor de middelbare school naar Sint-Niklaas en in België had hij ook zijn eerste muziekonderwijs. Zijn ouders en grootouders zijn allen geboren in Axel, thans gemeente Terneuzen. Zijn overgrootvader is geboren in Moerbeke dat net over de grens in België ligt. Ook eerdere generaties komen uit deze Vlaamse omgeving.